# Cyptochirus decellei
Cyptochirus decellei är en skalbaggsart som beskrevs av Simonis och Mario Zunino 1980. Cyptochirus decellei ingår i släktet Cyptochirus och familjen bladhorningar. Inga underarter finns listade i Catalogue of Life.